# Jorge Vega Rodríguez
Jorge Vega Rodríguez (San José, 1904-2001) fue un médico y político costarricense, ejerció el cargo de Vicepresidente de la República.

## Biografía
Nació en San José, el año de 1904. Hijo de Domingo Vega Mogollón (colombiano) y de Ninfa Rodríguez Gutiérrez (costarricense). Su padre sufría un mal cardíaco crónico y era contador. Vega cursó la primaria en la Escuela Juan Rafael Mora y la secundaria en el Liceo de Costa Rica.
De origen humilde, Vega realizó distintas labores sencillas como vendedor de periódicos y dependiente para costear sus estudios. Obtuvo una beca del gobierno mexicano bajo la presidencia de Álvaro Obregón para estudiar medicina en el país azteca junto a otros estudiantes centroamericanos de distintas profesiones. En México conoció de primera mano la Revolución mexicana que le influenció bastante en sus ideales sociales. Retirada su beca por de imprevisto, laboró como interno en un cuartel militar para poder finalizar sus estudios y luego bajó la tutela de Alfonso Ortiz Tirado fue practicante en Morelos. Durante este período desarrolló admiración por tres figuras: José Vasconcelos, Voltaire y el político costarricense Ricardo Jiménez Oreamuno a quien escribía constantemente. Jiménez le respondió finalmente cuando ya era presidente y le concedió una beca para estudiar cirugía en Francia, donde aprovechó para empaparse de la cultura parisina y viajar por Europa. Volvió a Costa Rica a laborar en el Hospital San Juan de Dios pasando de interno a director de cirugía entre 1935 y 1962.
Vega sería postulado como candidato a vicepresidente acompañando a José Joaquín Trejos en las elecciones presidenciales de Costa Rica de 1966 donde resultaría electo, aunque renunció al cargo cerca del final del período por desacuerdos con Trejos.

## Fallecimiento
Falleció el año de 2001.